# Sergi Darder
Sergi Darder Moll (Artá, 22 de dezembro de 1993) é um futebolista profissional espanhol que atua como meia. Atualmente joga no Mallorca.

## Carreira
Sergi Darder começou a carreira no Lyon.